# Vladimir Paradižnik
Vladimir Paradižnik, slovenski karateist.
Vladimir Paradižnik je pionir Sankukai karateja v Sloveniji. Danes je tehnični mentor številnim klubom širom Slovenije, prav tako pa je glavni trener največjega slovenskega karate kluba, Foruma iz Ljubljane.